# Степовое (Оратовский район)
Степовое (укр. Степове) — посёлок, входит в Оратовский район Винницкой области Украины.
Население по переписи 2001 года составляло 9 человек. Почтовый индекс — 22613. Телефонный код — 4330. Занимает площадь 0,187 км². Код КОАТУУ — 523186604.

## Местный совет
22613, Вінницька обл., Оратівський р-н, с. Човновиця, вул. Леніна, 58